# 斯凱拉鄉 (加拉茨縣)
45°31′19″N 27°50′05″E / 45.5220°N 27.8348°E
斯凱拉鄉（羅馬尼亞語：Comuna Schela, Galați），是羅馬尼亞的鄉份，位於該國東部，由加拉茨縣負責管轄，面積44平方公里，海拔高度21米，2007年人口3,667，人口密度每平方公里83人。